# L'As des carreaux
Pour plus de détails, voir Fiche technique et Distribution.
L'As des carreaux (Letting in the Sunshine) est un film britannique réalisé par Lupino Lane, sorti en 1933.

## Synopsis
Un laveur de carreaux retrouve une amie par hasard et ils vont tenter ensemble de faire échouer un cambriolage.

## Fiche technique
- Titre original : Letting in the Sunshine
- Titre français : L'As des carreaux
- Réalisation : Lupino Lane
- Scénario : Frank Miller, d'après une histoire d'Anthony Asquith
- Dialogues : Con West, Herbert Sargent
- Direction artistique : David Rawnsley
- Photographie : Jack E. Cox, Bryan Langley
- Son : A.E. Rudolph
- Montage : Edward B. Jarvis (en)
- Musique : Idris Lewis
- Production : John Maxwell
- Société de production : British International Pictures
- Société de distribution : Wardour Films
- Pays de production :  Royaume-Uni
- Langue originale : anglais
- Format : Noir et blanc  — 35 mm — 1,37:1 — son mono
- Genre : Comédie policière
- Durée : 73 minutes
- Dates de sortie : 
  - Royaume-Uni : 1933
  - France : 15 novembre 1936

## Distribution
- Albert Burdon : Nobby Green
- Renee Gadd : Jane
- Molly Lamont : Lady Anne
- Henry Mollison : Duvine
- Herbert Langley : le contremaître
- Eric Le Fre : Bill
- Ethel Warwick : la bonne
- Syd Crossley : Jenkyns